# Jenseits des Tales standen ihre Zelte

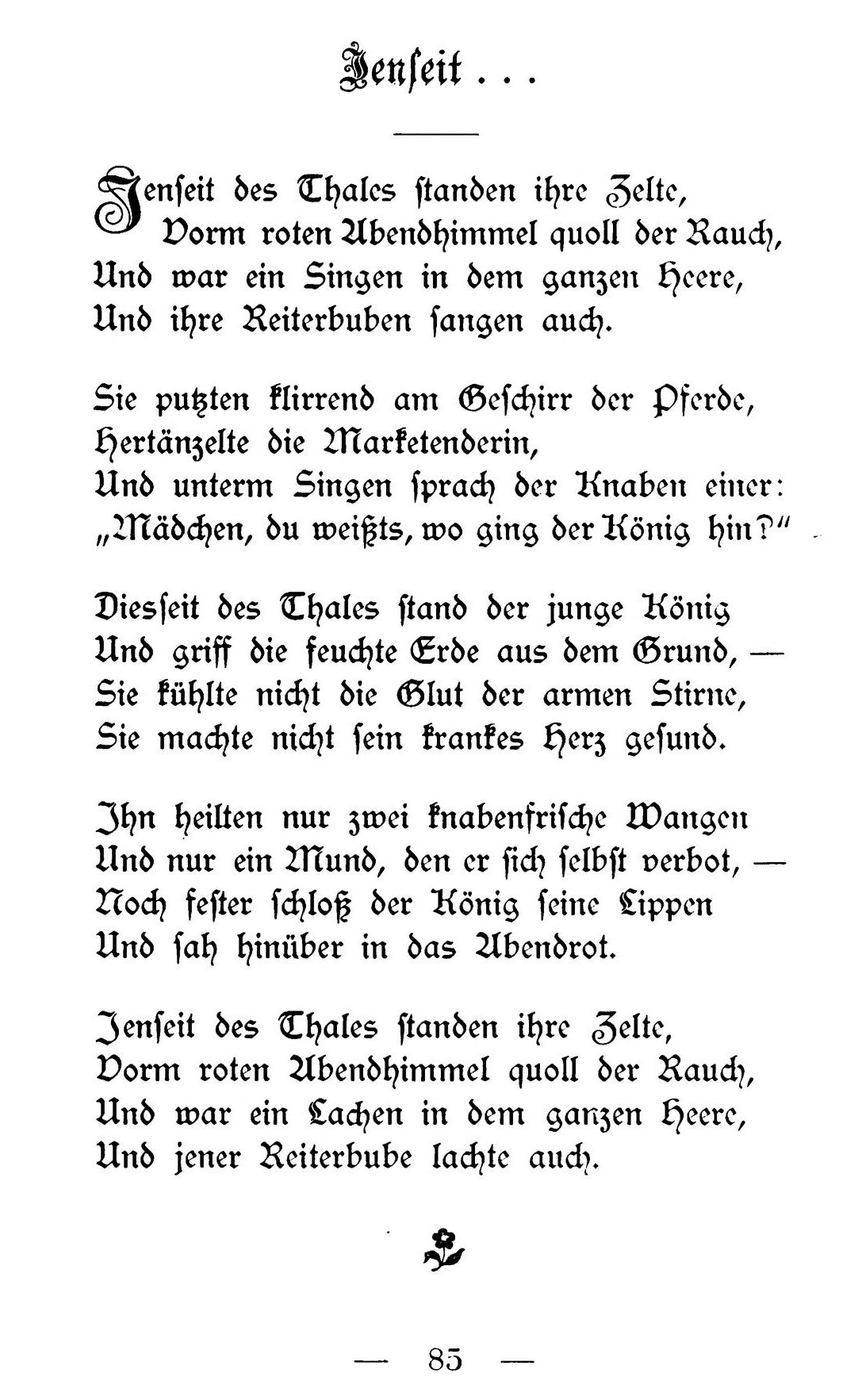
Mögliche Urfassung der Ballade im Göttinger Musenalmanach für 1901

Jenseits (des Tales standen ihre Zelte) ist eine Ballade von Börries von Münchhausen, die im Jahr 1900 entstand. Eine starke Verbreitung fand der Text vor allem als Fahrtenlied in der Bündischen Jugend, nachdem er 1920 von Robert Götz vertont und 1932 in seinem Liederbuch Aus grauer Städte Mauern (benannt nach dem ebenfalls von Götz vertonten Wanderlied) publiziert worden war. In der Zeit des Nationalsozialismus, zumindest den Anfangsjahren, wurde das Lied in abgewandelter Form auch in der Hitlerjugend gesungen. In den 1960er Jahren erlebte der Schlagersänger Heino mit einer gekürzten Textvariante seinen ersten Erfolg.

## Die Ballade

### Text
Jenseit …

Jenseit des Thales standen ihre Zelte,

Vorm roten Abendhimmel quoll der Rauch,

Und war ein Singen in dem ganzen Heere,

Und ihre Reiterbuben sangen auch.

Sie putzten klirrend am Geschirr der Pferde,

Hertänzelte die Marketenderin,

Und unterm Singen sprach der Knaben einer:

‚Mädchen, du weißts, wo ging der König hin?‘

Diesseit des Thales stand der junge König

Und griff die feuchte Erde aus dem Grund, –

Sie kühlte nicht die Glut der armen Stirne,

Sie machte nicht sein krankes Herz gesund.

Ihn heilten nur zwei knabenfrische Wangen

Und nur ein Mund, den er sich selbst verbot, –

Noch fester schloß der König seine Lippen

Und sah hinüber in das Abendrot.

Jenseit des Thales standen ihre Zelte,

Vorm roten Abendhimmel quoll der Rauch,

Und war ein Lachen in dem ganzen Heere,

Und jener Reiterbube lachte auch.

Fassung des Erstdrucks 1901

### Interpretation
In der ersten Strophe wird nach Meinung des Germanisten Karl Konrad Polheim aus der Perspektive eines jungen Königs „ein Naturbild“ gezeichnet. Auf diese Weise stelle der Autor erzähltechnisch eine Dichotomie zwischen den Schauplätzen „Diesseits“ und „Jenseits“ her. Polheim betont, dass die Ballade nicht eine „herkömmliche […] sanfte Abendstimmung“ beschreibt, sondern einen „rote[n] Abendhimmel, vor dem der Rauch […] quoll“. Es werde damit eine „unheimliche, bedrohliche“ Atmosphäre erzeugt, mit der „[…] das Singen des ganzen Heeres nicht überein[…]stimme[…]“.
In der zweiten Strophe „führt das Szenarium weiter, förmlich wie mit einer Gummilinse“ herangezogen. Die singenden Reiterbuben putzen das Pferdegeschirr, während zwei Figuren hervorgehoben werden – nämlich einer der Reiterjungen und die Marketenderin. Weil sich erst im weiteren Verlauf der Ballade herausstellt, dass die männliche im Gegensatz zur weiblichen Figur bedeutend für den König ist, kann in der Erwähnung der Marketenderin ein erzähltechnisches Ablenkungsmanöver gesehen werden, das darauf abzielt, dass der Leser zunächst die Frauenfigur als mögliches Liebesobjekt vermutet. Das Gespräch der beiden Figuren im Heerlager dreht sich um den Verbleib des Königs, wodurch zur dritten Strophe übergeleitet wird.
Laut Jürgen Reulecke befinde sich der königliche Hauptcharakter der Ballade nun in einem „erotischen Zwiespalt zwischen den Reizen einer Marketenderin und den ‚knabenfrischen Lippen‘ eines Reiterbuben, der gleichzeitig für das Heer, also den Männerbund steht“. Im Heerlager „jenseits des Tales“ fragt dieser nämlich die herbeitänzelnde – und damit sich offenbar in sexueller Hinsicht anbietende – Marketenderin nach dem Verbleib des Königs, da diese sicherlich darüber Bescheid wisse. Der daraufhin in der dritten Strophe stattfindende Ortswechsel rückt nun die Verzweiflung des Königs ins Zentrum, indem eine „drastische Gebärde“ geschildert wird: Der Hauptcharakter versucht sein Liebesleid erfolglos mit kühlender Erde zu mindern. In der vierten Strophe wird deutlich, dass der König „diesseits des Tales“ innerlich mit sich ringt, da er sich selbst den einzigen Ausweg aus seinen Liebesqualen, nämlich einen erotisch gefärbten Umgang mit dem Reiterjungen, verbietet.
In der fünften Strophe blickt der König hinüber zu seinem von einem Lachen ergriffenen Heer ins Abendrot. Dass auch „jener Reiterbube“ lacht, wird im letzten Vers der Ballade deutlich. Es besteht also, wie von Reulecke vertreten, die positive Interpretationsmöglichkeit, dass dem Lachen etwas Befreiendes anhaftet, da der König sich nun „zum Männerbund und gegen die Verführung der Marketenderin entschieden“ hat. Eine konträre Deutung besteht darin, das „Lachen in dem ganzen Heere“ damit zu erklären, „dass sich die Soldaten über ihren jungen König lustig“ machen, da er die Marketenderin offenbar ablehnt. Karl Konrad Polheim konstatiert gar, dieser letzte Vers sei ein „erbarmungsloser Schluss“, der das „Lachen“, das im ganzen Heer zu vernehmen ist, „grausam verschärft“, da es „zusammengezogen“ wird „auf […] den einen Knaben, auf den es dem König ankommt“. Die Tragödie der Königsfigur werde dadurch vollendet, und durch dieses „schließende Wort“ sei es Münchhausen gelungen, „Inneres durch Äußeres auszudrücken“.

### Autor und Entstehung
Börries von Münchhausen verfasste die Ballade im Jahr 1900. Sie handelt von einem jungen König, dessen historische Identität ungeklärt ist. Münchhausen hat sich offenbar nie zu einer möglichen historischen Vorlage geäußert. Allerdings ordnete der Autor  seine Balladen 1924 in Das Balladenbuch und auch später nach Ort und Zeit der Handlung, wobei er oft auch Jahreszahlen angab, nicht jedoch bei diesem Werk. Jenseits ist der letzte Text im Abschnitt „Mittelalter“ des Kapitels „Deutschland“; danach folgt der Abschnitt „Dreißigjähriger Krieg“. Beide Abschnitte sind ansonsten chronologisch geordnet. Der Germanist Karl Konrad Polheim meint daher, dass die Handlung nach den Daten der vorhergehenden und der folgenden Ballade zwischen 1559 und 1608 spielen sollte. Der Historiker Jürgen Reulecke vertritt dagegen die These, es könnte sich hierbei um den als Sechzehnjähriger im Jahr 1268 auf Befehl von Karl von Anjou hingerichteten Konradin handeln, da im 19. Jahrhundert eine breite sowie romantisch gefärbte Konradin-Überlieferung aufblühte, in die sich von Münchhausens Ballade gut einfügt. Nach anderer Ansicht könnte sich der Text auf eine Episode des späteren Preußenkönigs Friedrich II. beziehen, wonach dieser seine als Mann verkleidete Jugendliebe Anna Karolina Orzelska bei einem Heerlager-Besuch in seinem Gefolge mitgeführt habe. Wieder einer anderen Ansicht zufolge könnte sich der Text auf die Darstellung des Ostgotenkönigs Teja in Felix Dahns Roman Ein Kampf um Rom (1876) beziehen.
Börries von Münchhausen veröffentlichte die Ballade vermutlich erstmals in dem von ihm herausgegebenen Göttinger Musenalmanach für 1901. In den Publikationen der ersten Jahre (bis mindestens 1906) erschien sie unter dem Titel Jenseit …; später (spätestens ab 1908) änderte Münchhausen den Titel in Jenseits ab, und ebenso änderte er die Anfangsworte jenseit, diesseit der 1., 3. und 5. Strophe in jenseits, diesseits. Sie wurde dann in einer Reihe von Balladensammlungen Münchhausens unverändert nachgedruckt, unter anderem in Die Balladen und ritterlichen Lieder (1908), Das Balladenbuch (1924) und zuletzt in der fünf Jahre nach dem Tod des Autors erschienenen Ausgabe letzter Hand (Das dichterische Werk in zwei Bänden, Band 1: Das Balladenbuch, 1950).

## Das Lied
Robert Götz, ein Komponist zahlreicher Lieder für den Wandervogel und die Bündische Jugend, vertonte die Ballade 1920. Wahrscheinlich verbreitete sich das Lied danach zunächst vor allem durch mündliche Überlieferung. Der erste nachgewiesene Druck dieser Vertonung datiert erst von 1932 in der von Götz selbst zusammengestellten Sammlung Aus grauer Städte Mauern ziehn wir durch Wald und Feld – Neue Lieder einer deutschen Jungenschaft, die in dem der Jugendbewegung nahestehenden Verlag Günther Wolff erschien. Dieser Druck weist bedeutungsverändernde Textvarianten auf: In Strophe 4, Vers 1 ist „knabenfrische Wangen“ durch „jugendfrische Wangen“ ersetzt, in Strophe 5, Vers 4 tritt statt des Singulars „jener Reiterbube lachte“ der Plural auf: „jene Reiterbuben lachten“. Damit verschwindet die homoerotische Bedeutung aus dem Lied. Hinzu kommen einige weitere Textveränderungen, die auf einen Prozess des Zersingens hindeuten, also eine Veränderung des Liedtextes in der mündlichen Weitergabe. In Neue Jungenlieder – Nachtrag zum Liederbuch St. Georg (Günther Wolff, Plauen 1934) findet sich ebenfalls diese Fassung.

### Melodie
Ernst Klusen analysierte die Komposition von Robert Götz 1975 im Vergleich mit anderen populären Liedern, hauptsächlich aus der Mundorgel. Dabei bezog er sich auf die melodische Fassung, die das Lied in der Bundesrepublik angenommen hatte. Ihm zufolge ist sie recht schlicht, in klarer Dur-Tonalität, und baut im Wesentlichen auf einfachen Akkordbrechungen auf. Sie hat den relativ großen Tonumfang (Ambitus) einer None und ist tendenziell eher im tieferen Bereich des Ambitus angesiedelt; die erste Melodiezeile bewegt sich wellenförmig nach oben mit absteigendem Ende. Klusen ordnet die Melodie seinem „weitsteilen“ Typ zu, das heißt, die Melodie ändert nur langsam die Richtung (es geht mehrfach aufwärts bzw. abwärts) und die Intervalle zwischen den Tönen sind relativ groß. In der zweiten und vierten Zeile gibt es jedoch auch „engflache“ Passagen, also ein schnell aufeinanderfolgendes Auf und Ab in kleinen Tonhöhenschritten. Formal besteht die Strophe aus drei „Teilgebilden“: Zeile 2 ist eng an Zeile 1 angelehnt und variiert sie nur, während die Zeilen 3 und 4 jeweils neue Motive anschließen. Geschlossenheit und Eingängigkeit gewinnt die Komposition durch ein konstantes Rhythmusmodell, das sich in das vorgegebene Versmaß einfügt, aber dadurch „reizvoll gestaltet“ wird, dass jede Verszeile mit einem dreisilbigen Auftakt eingeführt wird (etwa auf die Silben „Jenseits des“, sodass der erste stärkere Akzent auf die vierte Silbe fällt: „Ta-“). Klusen hebt zudem hervor, dass die Melodik die Terz über dem Grundton gefühlvoll umkreise. Mit diesen Kennzeichen entspreche sie dem in der bündischen Jugend selbst entstandenen „Klotzlied“, also Wander- oder Marschlied. Seine Befragungen ergaben entsprechend auch, dass es zur Zeit seiner Untersuchung besonders gern beim Wandern oder im Auto gesungen wurde.
Der Beginn des Liedes weist ein melodisches Motiv auf, das Klusen als typisch für Götz’ Liedkompositionen identifiziert hat: Die Melodie setzt eine Quarte unter dem Grundton ein und steigt dann in Sprüngen zum Grundton und zur darüberliegenden Terz auf, sodass sich ein gebrochener Quartsextakkord ergibt. Götz selbst gab an, dass der auftaktige Einsatz mit der Unterquart zum Teil singpraktische Gründe hatte: „Ich habe immer wieder gemerkt, dass es anders für den Singenden schwierig wird, aus der 1. in die 2. Strophe zu gehen. Sie treffen nie den Ton. Den Quartauftakt aber nehmen sie ganz selbstverständlich.“ Andererseits spiele auch der Text eine Rolle: Wenn dieser „einen Aufschwung erfordert“, gelinge es ihm mit diesem Anstieg der Melodie, „auf eine besondere Betonung hinzusteuern“.

### Rezeption in der Zeit des Nationalsozialismus

#### In der Hitlerjugend
Die Ballade fand sich Ende 1933 und Anfang 1934 in zwei Liederbüchern der Hitlerjugend, jedoch in unterschiedlichen Textfassungen. In dem 1933 erschienenen Liederbuch Blut und Ehre waren die beiden homoerotischen Hinweise getilgt, in dem Anfang 1934 beim Verlag Günther Wolff veröffentlichten Liederbuch Uns geht die Sonne nicht unter blieben sie erhalten. So stand gemäß Reulecke in der Anfang 1934 erschienenen Ausgabe von Uns geht die Sonne nicht unter – Lieder der Hitlerjugend in Bezug auf die zitierten Stellen „knabenfrisch“ und der „Reiterbube“ im Singular, während das von dem Reichsjugendführer Baldur von Schirach Ende 1933 herausgegebene Liederbuch Blut und Ehre – Lieder der Hitlerjugend „jugendfrisch“ und den Plural „Reiterbuben“ hat. Ein von Gerd Benoit 1934 im Verlag „Grenze und Ausland“ herausgegebenes Liederbuch Aus allen Gauen hingegen beließ die homoerotischen Anspielungen im Text, bot aber eine weitere Textvariante sowie eine andere Melodie mit der Herkunftsangabe „Bündische Jugend, Gau Rheinland 1931“.
Aus dem Vergleich der genannten Liederbücher schließt Reulecke, dass Schirach in den Text eingegriffen habe. Interviews mit Zeitzeugen weisen ihm zufolge darauf hin, „dass es offenbar innerhalb der Hitlerjugend eine entsprechende Verfügung gegeben haben muss“. Mit dem „Austausch zweier Wörter“ sei so „die gesamte homoerotische Anspielung, der eigentliche Pfiff und Sinn des Liedes, getilgt“ worden. Der Grund könne nicht die Ermordung des für seine Homosexualität bekannten SA-Führers Ernst Röhm gewesen sein, da Blut und Ehre bereits im Jahr vor dem sogenannten Röhm-Putsch herauskam. Reulecke sieht daher zwei andere mögliche Erklärungen: Bereits 1933 liefen Gerüchte um, Schirach sei homosexuell; er sei angesichts der Bedeutung der Homosexualität in der Zeit des Nationalsozialismus darauf angewiesen gewesen, sich als „‚normaler‘ Mann“ zu profilieren. Zudem suchte sich die Hitlerjugend von Unterwanderungsversuchen der Bündischen Jugend abzugrenzen, indem sie den Bündischen „die gleichgeschlechtliche Freundesliebe“ als eines ihrer „Hauptmerkmale“ unterstellte. Der Historiker Franz Wegener sieht in Schirachs Eingriff einen beispielhaften „Übergang von der freiheitsliebenden rebellischen Jugend Weimars in die totalitäre Gedankenkontrolle der HJ“. Reulecke betont hingegen eine Kontinuität rechtsradikaler deutscher Männerbünde und die Eignung von literarischen Texten Münchhausens für ideologische Verwendungszwecke der Nationalsozialisten. Die Veränderungen können jedoch nicht allein auf Baldur von Schirach oder die Nationalsozialisten zurückgeführt werden, da bereits in dem von Robert Götz 1932 selbst zusammengestellten Liederbuch Aus grauer Städte Mauern eine Fassung erschien, in der ebenfalls die beiden als anstößig empfundenen Stellen entfernt waren.
Die Ende 1934 publizierte Fassung von Uns geht die Sonne nicht unter hat das Lied nicht mehr. Verschiedene Zeitzeugen geben an, dass das Singen des Liedes dann verboten oder untersagt gewesen sei, möglicherweise wegen der offenbar bekannten Verbindungen der Ballade zur Homosexualität. Ob das zutrifft, ist jedoch fraglich. Ein Verbot ist nirgends dokumentiert. Zwar war das Lied aus den Liederbüchern der Hitlerjugend entfernt worden, es wurde jedoch weiterhin gesungen. Die Musikwissenschaftlerin Karin Stoverock vermutet in ihrer Dissertation über die Musik in der Hitlerjugend, dass neben den homoerotischen Anklängen auch der „melancholische Duktus“ unerwünscht gewesen sei, da er dem „Kampfgeist der HJ“ widersprochen habe. Ein weiterer Grund könnte ihr zufolge gewesen sein, dass es, wie andere im Verlag Günther Wolff erschienene Lieder, als charakteristisch für die bündische Kultur galt, gegen die nunmehr scharf vorgegangen wurde.

#### Gebrauch außerhalb der Hitlerjugend
Marcel Reich-Ranicki schreibt in seiner Autobiographie, dass das Lied in der Mitte der 1930er-Jahre noch beim Jüdischen Pfadfinderbund Deutschlands gesungen wurde, da es keine jüdischen Wanderlieder gegeben habe:

„Wir sangen also […] ‚Jenseits des Tales standen ihre Zelte‘, ohne uns darum zu kümmern, daß ihr Autor, Borries von Münchhausen, nun ein begeisterter Nazi war. Kurz: Wir übernahmen bewußt und unbewußt die Lieder, […] die von der Hitlerjugend gesungen wurden, wo übrigens ‚Jenseits des Tales‘ nach dem Röhmputsch untersagt war, wohl wegen der homoerotischen Anklänge.“

Publikationsnachweise aus den Jahren der Zeit des Nationalsozialismus liegen nach 1936 nicht mehr vor, Fred K. Prieberg nennt als letzten Fund das Liederbuch Soldaten singen aus diesem Jahr. In der im Dezember 1934 „parteiamtlich genehmigten“ Ausgabe von Uns geht die Sonne nicht unter – Lieder der Hitlerjugend im Tonger Verlag fehlt das Lied bereits. Doch gibt es diverse Zeugnisse, dass es weiterhin gesungen wurde, wenn auch nicht immer klar ist, in welcher Textfassung. So erinnerte sich Heinrich Böll daran, dass ein Major mit seiner Jungengruppe „in abgelegenen Parkecken“ dieses Lied gesungen habe, das „verboten“ gewesen sei, was als „Akt außerordentlicher Tapferkeit“ gegolten habe; freilich habe er auch vor Nazi-Liedgut wie „Wenn das Judenblut vom Messer spritzt“ nicht zurückgeschreckt. Der Volkskundler Paul Alpers berichtete 1941 in der Zeitschrift der Arbeitsgemeinschaft für die Urgeschichte Nordwestdeutschlands, Die Kunde, über das Singen der Ballade als Soldatenlied. Er dokumentierte verschiedene Textvarianten, die auf den Zersingungsprozess zurückgingen (unter anderem „dunkelblaue Augen“ für „knabenfrische Wangen“ und „Weinen“ statt „Lachen“), und zitierte einen Gewährsmann, der angab, das Lied sei in seiner Anfangszeit als Soldat „plötzlich“ aufgetaucht und habe durch seine „schwermütige, getragene Melodie“ und das Geheimnisvolle und Unwägbare des Textes Eindruck gemacht. Später sei es „wieder zurückgetreten, ja fast verschwunden“; nur die „‚alten‘ Soldaten“ sängen es noch gern. Das Hauptverdienst der Verbreitung des Liedes schreibt Alpers der Vertonung von Robert Götz zu:

„So waren es nicht so sehr die Worte, als vielmehr die – von der Melodie stark betonte – sentimentale Stimmung, die das Gedicht so beliebt gemacht hat.“

Joachim Fest berichtet in seinen Erinnerungen davon, wie das Lied 1944 im Reichsarbeitsdienst zum Gesangsrepertoire zählte, ebenso wie Wir sind des Geyers schwarzer Haufen. „Das Absingen der schon seit Jahren immer gleichen Liederzöpfe“ bezeichnet Fest, rückblickend auf „diese späte Phase des Krieges“, in der „nichts Sinnvolles mehr zu tun“ gewesen sei, als „Verlegenheitslösung“, vergleichbar dem „ewigen Exerzieren“.

#### Verhältnis des Autors zum Lied
Börries von Münchhausen äußerte sich zu dem Lied in einem Briefwechsel von 1942, der im Freiburger Zentrum für Populäre Kultur und Musik (ehemals Deutsches Volksliedarchiv) dokumentiert ist. Oberst Wilhelm Volrad von Rauchhaupt (1895–1969) hatte dem Autor berichtet, dass Rekruten seiner Kavallerieschwadron das Lied aus dem Arbeitsdienst mitgebracht hätten. Es sei bei ihnen sehr beliebt gewesen und habe bei langen Ritten geholfen, ein Einschlafen der Reiter zu verhindern. Münchhausen antwortete:

„Ja, diese Jenseits-Ballade gehört seit Jahrzehnten zu meinen meistgesungenen Gedichten, schon die bündische Jugend hatte sie für sich entdeckt, dann geriet sie in die Hitlerjugend, dann unter die Soldaten. Mir ist die Wahl gerade dieses Liedes immer einer der unerklärlichsten Vorgänge meines Lebens gewesen, denn das Gedicht spricht ja (wenn auch in äußerster Dezenz und Verhüllung) von der Liebe des jungen Königs zu einem seiner Reiterbuben. Aber die Jugend hat das gottlob einfach nicht verstanden und durch zwei ganz unscheinbare Veränderungen ausgelöscht. Statt ›knabenfrische Wangen‹ singen sie ›jugendfrisch‹ und statt ›und jener Reiterbube lachte auch‹ – ›und alle Reiterbuben‹.“

Dieses „Zersungenwerden“ durch die Jugend hieß der Autor ausdrücklich gut, da „ich selber sehr normal in diesem Punkte bin“, wie er weiter schrieb.

### Rezeption nach dem Zweiten Weltkrieg

#### Nachdrucke, Neufassungen, Tonaufnahmen
Nach dem Zweiten Weltkrieg wurde das Lied in zahlreichen Liederbüchern nachgedruckt, mit unterschiedlichen Textvarianten, meist jedoch mit „jugendfrischen“ statt „knabenfrischen“ Wangen. So fand sich das Lied in Der Grünschnabel, erschienen 1953 bei Voggenreiter, in dieser Fassung, während das groß angelegte Liederbuch Der Turm, ebenfalls bei Voggenreiter erschienen, auf die ursprüngliche Textfassung Münchhausens zurückging. Sofern nur „knabenfrisch“ durch „jugendfrisch“ ersetzt ist, der Singular „jener Reiterbube“ im letzten Vers aber erhalten bleibt, wird der homoerotische Bezug erst durch die Andeutung ganz am Ende des Liedes erkennbar. Die Mundorgel, das Liederbuch des CVJM, brachte zur Melodie von Götz eine Neufassung des Textes mit gänzlich anderem Inhalt unter dem Titel Hoch überm Tale, die sich im ersten Vers („Hoch überm Tale standen unsre Zelte“) sowie einigen weiteren Wendungen an die Ballade Münchhausens anlehnte.
Zur Verbreitung des Liedes haben die Tonaufnahmen beigetragen, die in der Bundesrepublik entstanden. Der Montanara-Chor nahm das Lied bald nach seiner Gründung 1958 auf und publizierte es in den folgenden Jahren auf zahlreichen Schallplatten.

#### Interpretation durch Heino
Die Single von Heino mit Jenseits des Tales, 1965 veröffentlicht, erzielte einen enormen Verkaufserfolg. Die Interpretation der Ballade gilt als erster Hit des Schlagersängers. Von der Single wurden über 100.000 Stück verkauft. Heino sang die geänderte Textfassung aus der Veröffentlichung von Robert Götz; die vierte Strophe mit den homoerotischen Motiven des Originaltextes ließ er komplett aus.
2014 nahm er das Lied für sein Volksmusik-Metal-Album Schwarz blüht der Enzian neu auf, mit einem stark veränderten Text. Der Journalist Ulli Tückmantel beschrieb 2018, wie sehr der Liedtext durch Heinos Adaption seiner ursprünglichen Bedeutung beraubt worden sei:

„[…] der Sänger […] dichtete in einem reichlich wirren und komplett zerstörten Text nun dem jungen König ein Techtelmechtel mit einer Marketenderin an. Denn in einem Heino-Text küssen schwule Könige natürlich keine Reiterbuben.“

Der Literaturwissenschaftler Moritz Baßler sah Heinos Zugriff auf die Überlieferung und seine Veröffentlichung von Jenseits des Tales im Zusammenhang mit dem Schlager als „Schulterschluss der Generationen“, nicht zuletzt gegen Lebensentwürfe des Pop mit „potentiell freieren Formen von Sexualität“ gerichtet, und mit ähnlichen Liedern deutscher Interpreten, die auf vergleichbare Weise an Heimat („ein geschlossenes, identitäres Modell von Heimat“) und Kampf oder Krieg („soldatische Kontexte“) anknüpften.

## Ausgaben (Auswahl)

### Text der Ballade
- Jenseit …. In: Börries von Münchhausen (Hrsg.): Göttinger Musenalmanach für 1901. Lüder Horstmann, Göttingen 1901, S. 85 (Textarchiv – Internet Archive).
- Jenseit. In: Börries von Münchhausen: Balladen. 2. Auflage. Lattmann, Berlin 1906, S. 95.
- Jenseits. In: Die Balladen und ritterlichen Lieder des Freiherrn Börries von Münchhausen. 3. Auflage (4. Tausend). Fleischel, Berlin 1908, S. 41f. Auch im 13. Tausend desselben Titels, Fleischel, Berlin 1912, S. 39f.
- Jenseits. In: Das Balladenbuch des Freiherrn Börries von Münchhausen. Deutsche Verlagsanstalt, Stuttgart/Berlin 1924, S. 83.
- Jenseits. In: Das Balladenbuch des Freiherrn Börries von Münchhausen. Ausgabe letzter Hand. Band 1 von Das dichterische Werk in zwei Bänden. Deutsche Verlagsanstalt, Stuttgart 1950, S. 108f.

### Lied mit Melodie von Robert Götz
- Jenseits des Tales standen ihre Zelte. In: Aus grauer Städte Mauern ziehn wir durch Wald und Feld. Neue Lieder einer deutschen Jungenschaft. Bearbeitet und zusammengestellt von Robert Götz. Günther Wolff, Plauen 1932, S. 3f.
- Jenseits des Tales standen ihre Zelte. In: Blut und Ehre. Liederbuch der Hitlerjugend. Herausgegeben von Baldur von Schirach. Deutscher Jugendverlag, Berlin 1933.
- Jenseits des Tales standen ihre Zelte. In: Uns geht die Sonne nicht unter. Lieder der Hitlerjugend. Zusammengestellt zum Gebrauch für Schulen und Hitler-Jugend vom Obergebiet West der Hitler-Jugend. Günther Wolff, Plauen 1934, S. 114f.
- [Ohne Titel]. In: Neue Jungenlieder. Nachtrag zum Liederbuch Sankt Georg. Liederbuch der deutschen Jugend. Herausgegeben von Walter Gollhardt. Günther Wolff, Plauen 1934, S. 378f.
- Jenseits des Tales. In: Der Turm. Zweiter Teil. Herausgegeben von Konrad Schilling unter Mitwirkung von Helmut König, Dieter Dorn und Hans Schwark. 3. Auflage, Voggenreiter, Bad Godesberg 1957. Auch in: Der Turm. Gesamtausgabe. 453 Lieder für Jungen. 5. Auflage, Voggenreiter, Bad Godesberg 1962, Nr. 173.
- Jenseits des Tales. In: Deutsche Lieder. Ausgewählt und eingeleitet von Ernst Klusen. Insel Verlag, Frankfurt am Main 1980, S. 394.

### Lied mit anderer Melodie
- Ballade. In: Aus allen Gauen. Lieder wie sie ein Volk zeichnen. Zum ein- und mehrstimmigen Singen und Spielen auf allen Instrumenten herausgegeben von Gerd Benoit. Grenze und Ausland, Berlin 1934, S. 56f.